# Stefan Effenberg
Stefan Effenberg   (Niendorf, 2 d'agost de 1968) és un exfutbolista alemany de la dècada de 1990.
Fou 35 cops internacional amb la selecció alemanya amb la qual participà en la Copa del Món de futbol de 1994.
Pel que fa a clubs, defensà els colors de Borussia Mönchengladbach, FC Bayern Múnic, ACF Fiorentina i VfL Wolfsburg,

## Palmarès
Bayern de Múnic
- Lliga alemanya de futbol: 1998-99, 1999-00, 2000-01
- Copa alemanya de futbol: 1999-00
- Lliga de Campions de la UEFA: 2000-01
- Supercopa alemanya de futbol: 1990
- Copa de la Lliga alemanya de futbol: 1998, 1999, 2000

Borussia Mönchengladbach
- Copa alemanya de futbol: 1994-95

Fiorentina
- Serie B: 1993-94